# جريج مور
جريج مور (بالإنجليزية: Greg Moore)‏ (و. القرن 20  م) هو رياضياتي، وفيزيائي، وأستاذ جامعي من الولايات المتحدة الأمريكية . وهو عضواً في الجمعية الرياضياتية الأمريكية، والأكاديمية الأمريكية للفنون والعلوم .

## التعليم
تعلم في جامعة هارفارد

## مناصب وهيئات
أدار جامعة روتجرز.

## جوائز
حصل على جوائز منها:
- ميدالية ديريك (2015)
- جائزة داني هينمان للفيزياء الرياضية (2014).